# Управление древностей Израиля
Управление древностей Израиля (ивр. רשות העתיקות‎, араб. داﺌرة الآثار‎, до 1990 года Департамент древностей Израиля) — независимая израильская государственная организация, ответственная за исполнение закона 1978 о древностях. Управление древностей регулирует раскопки и консервацию объектов, а также способствует археологическим исследованиям. Управление возглавляет Исраэль Хассон, а его офисы располагаются в Музее Рокфеллера.

## История
Первые археологические раскопки на территории Израиля были проведены французским археологом Фелисьеном де Сольси в 1851 году в церкви в Масаде (которую он ошибочно идентифицирован как дворец), и в 1863 году в Гробницах царей (гробницы царей Адиабены I в. н.э. в Иерусалиме). Раскопки Гробниц царей были первыми археологическими раскопками, на которые было получено официальное разрешение от властей Османской империи.
В последующие годы были созданы первые организации, занимавшиеся археологическими раскопками в Израиле, в том числе Общество исследования Израиля и его древностей. Во время Британского мандата был создан первый Департамент древностей в рамках правительства Британского мандата (англ. Department of Antiquities, Government of Palestine).

### Департамент древностей Израиля
Во время Войны за независимость, когда Иерусалим был в осаде, археологи доктор Эмануэль Бен-Дор и доктор Беньямин Майслер (Мазар) были назначены офицерами по делам археологии при Штаб-квартире Иерусалимского округа. В связи с объявлением первого перемирия к ним присоединился третий офицер, доктор Шмуэль Евин, а 26 июля 1948 года был создан Департамент древностей Израиля.
Руководителем департамента был назначен Шмуэль Евин. В департаменте работал небольшой штат сотрудников, в основном состоявший из бывших сотрудников Департамента древностей при Британском мандате, таких, как Михаэль Ави-Йона, Рут Амиран, Филипп Лангстафф Орд Гай, который руководил отделом исследований, Эмануэль Бен-Дор и других.
Департамент древностей работал в тесном контакте с двумя другими ведомствами, работавшими во времена Британского мандата в области археологии: Обществом исследования Израиля и его древностей и отделом археологии Еврейского университета. Сотрудничество этих учреждений позволило создать базу данных, которая использовалась в качестве основы для надзора за археологическими находками и работами в Израиле.
В августе 1955 года департамент был передан Министерству образования, стал его подразделением и был переименован в Израильский департамент древностей и музеев (IDAM).
После Шестидневной войны, когда Музей Рокфеллера вновь оказался на территории Государства Израиль, удалось объединить археологические архивы Департамента древностей и музеев Израиля с архивами, которые хранились в здании музея Рокфеллера.

### Создание Управления древностей
В 1978 года Кнессет принял Закон о древностях, который сменил старый закон, принятый ещё при Британском мандате.
1 сентября 1989 года был принят закон об Управлении древностей, который определяет направления деятельности и ответственности управления древностей Израиля, и 1 апреля 1990 года Управление древностей Израиля было официально учреждено в подчинении министерству образования. Инициатива по созданию Управления древностей Израиля принадлежит генералу (в отставке) Амиру Дрори, который стал его основателем и первым директором, а также получил благословение и поддержку министра образования и пятого президента Израиля Ицхака Навона.

## Структура организации
Управление древностей делится на подразделения (Северный, Центральный, Иерусалим и Южный округ), которые отвечают за регулярный контроль за памятниками древности, утверждение планов развития и мониторинг выполнения работ по спасению и консервации археологических находок, а также раскопок, инициированных научно-исследовательскими учреждениями. Подразделения представляют Управление при переговорах с предпринимателями и государственными учреждениями. Кроме того, подразделения проводят собственные раскопки с помощью постоянного персонала и временных работников, включая работу по оформлению результатов раскопок и предоставлению их к публикации.
Каждое подразделение возглавляет археолог подразделения. Все подразделения разделены на округа, число которых определяется характером данного региона. Во главе каждого округа стоит археолог округа. Каждый округ имеет команду инспекторов, каждый из которых отвечает за конкретную территорию.
В состав Управления входят также подразделения, отвечающие за конкретные сферы деятельности:
- Отдел раскопок и научных исследований (ивр. תחום המחקר והתמחויות‎) отвечает за выдачу лицензий и разрешений на раскопки, изучение отдельных периодов и типов материала, а также за связи с научными археологическими учреждениями в Израиле и за рубежом.
- Отдел археологических разведок (ивр. תחום הסקר) отвечает за проведение археологических разведок.
- Отдел находок (ивр. תחום הטיפול בממצאים‎) отвечает за артефакты, найденные при раскопках и другой археологической деятельности, их реставрацию и консервацию.
- Отдел реставрации (ивр. תחום השימור‎) отвечает за сохранность древних построек и археологических объектов в Израиле.
- Отдел государственных ценностей (ивр. תחום אוצרות המדינה‎) отвечает за регистрацию и хранение всех находок, их описание и создание центральной базы данных. Также отвечает за консультирование музеев и организацию выставок.
- Отдел информационных технологий (ивр. תחום טכנולוגיות המידע‎) является техническим подразделением, отвечающим за сохранность информации и компьютерные сети.
- Отдел публикаций (ивр. תחום פרסומי רשות העתיקות‎) отвечает за публикацию результатов научной деятельности Управления древностей — раскопок, обследований и исследований, ставит своей целью довести их до сведения научного сообщества в Израиле и за рубежом. Издаёт журналы и каталоги для археологических объектов.

В дополнение к этим подразделениям есть и другие отделы: научные лаборатории, подразделение по предотвращению разграбления древностей, архив, библиотека, подразделение морской археологии и органы управления организацией.

## Некоторые результаты деятельности
К настоящему времени опубликовано 47 карт из 328 запланированных, которые должны покрыть всю территорию Израиля. Они охватывают почти четверть территории Израиля.
На сайте организации написано: «Результаты исследований и архивы открыты для ознакомления всем заинтересованным лицам в соответствии с Законом о свободе информации и практикой Архива Управления древностей»
В 2006 году Управление древностей решило выложить эти данные в интернет и тем самым сделать их доступными для всех. В 2012 году запущен веб-сайт. На первом этапе на нём была размещена информация о 3000 археологических объектах из около 25 тыс. описанных. Сайт разделен на районы в соответствии с картами местности, которые рассортированы в алфавитном порядке. Каждая карта имеет список объектов. Нажав на вкладку с именем объекта или его местоположение на карте, можно прочитать об истории исследований данного объекта. Часть информации сопровождается фотографиями и рисунками. Постепенно проводится работа по добавлению информации на сайт ведомства.